# گوسنیتس، اشتایرمارک
گوسنیتس (به آلمانی: Gößnitz) یک منطقهٔ مسکونی در اتریش است که در ویتسبرگ واقع شده‌است. گوسنیتس ۳۱٫۰۳ کیلومتر مربع مساحت دارد ۷۸۰ متر بالاتر از سطح دریا واقع شده‌است.